# حیات وحش مغولستان

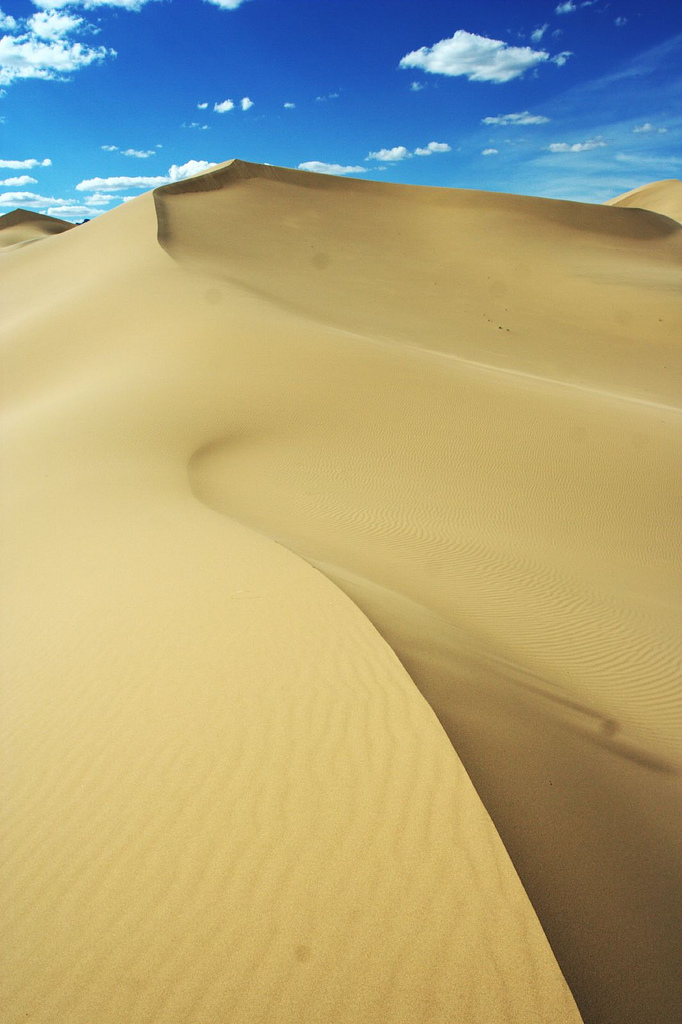
تپه‌های شنی در پارک ملی گبی گوروان سایخان؛ بیابان گبی پنجمین بیابان بزرگ در دنیا است.

حیات وحش مغولستان (انگلیسی: Wildlife of Mongolia) گیاگان و زیاگان منحصر به فردی را در ۳۰۹۲٫۷۵ زیستگاه دربر گرفته است که این زیستگاه‌ها توسط شرائط اقلیمی متغیر و خشن داخل این کشور ایجاد شده است. بدین ترتیب که در قسمتهای شمالی کشور باتلاق‌های نمکی و منابع آب شیرین، استپ‌های بیابانی در مرکز، مناطق نیمه بیابانی و هم چنین بیابان گبی، پنجمینبیابان بزرگ در دنیا، در جنوب قرار گرفته است.
در این کشور که هیچ ارتباطی با آبهای آزاد ندارد، ۹۰ درصد از مناطق را بیابان یا مراتعی تحت شرائط اقلیمی نامتعارف دربرگرفته است. تعداد جانورانی که در حیات وحش به ثبت رسیده‌اند شامل ۱۳۹ گونه پستاندار، ۴۴۸ گونه پرنده (۳۳۱ گونه پرنده مهاجر و ۱۱۹ گونه پرنده مقیم)، ۷۶ گونه ماهی، ۲۲ گونه خزنده و ۶ گونه از دوزیستان می‌باشد. ۵۵درصد از زمین‌های کشور را علفزار و درختچه زار تشکیل داد ه است، جنگل تنها ۶ درصد در مناطق استپی را دربر گرفته است، ۳۶ درصد توسط پوشش گیاهی بیابانی احاطه شده است و تنها یک درصد از آن برای زیستگاه انسان و کارهای کشاورزی همچون کشت و پرورش محصولات زراعی است.